# Viejas Locas
Die Viejas Locas waren eine argentinische Rockband der späten 1990er-Jahre. Die aus einer südlichen Vorstadt von Buenos Aires stammende Gruppe verwendet Stilelemente der Rolling Stones und vermischt sie in vielen ihrer Songs mit dem Blues. Dieser spezielle Stil ist in Argentinien unter Namen wie rock stone, rock rolinga oder schlicht rocanrol bekannt. Nachdem sich die Band im Jahr 2000 trennte, waren Pity und Abel bei den Intoxicados, andere Ex-Viejas Locas bei Motor Loco, den Callejeros bzw. La Lengua tätig. Seit 2009 ist die Gruppe erneut gemeinsam aktiv.

## Bandgeschichte
Nachdem die Band schon vor dem off Gründungstermin existierte, wurde 1992 die Truppe total umgebaut und lediglich „Pity“ blieb Bestandteil der Band. Er und die neuen Mitglieder – Fachi, Pollo und Abel – nahmen 1995 das Album Viejas locas auf. 1997 folgte Hermanos de sangre und schließlich 1999 Especial. Nachdem Pity 2000 die Viejas Locas verlassen hatte, dauerte es bis 2009, ehe die Band wieder gemeinsam auftrat. 2011 brachten sie ihr viertes Studioalbum, Contra la pared, auf den Markt.
Als die Rolling Stones 1997/98 durch die Gegend tourten, fungierten die Viejas Locas als Support-Band.

## Diskografie

### Alben
- 1993: Una noche en La Cueva (Sampler, der Auftritte mehrerer Gruppen im Lokal La Cueva enthält)
- 1996: Viejas locas (AR: Gold)[1]
- 1997: Hermanos de sangre (AR: Gold)
- 1999: Especial (AR: Platin)
- 2002: Sigue pegando – grandes éxitos (Kompilation; AR: Gold)
- 2011: Contra la pared

### Videoalben
- 2003: Viejas locas (AR: Platin)